# Џеда
Џеда (арап. جدة) је град у Саудијској Арабији, у провинцији Мека, на обали Црвеног мора, сматран највећим урбаним центром западне Саудијске Арабије и другим највећим градом, послије главног града Ријада. Према процени из 2022. у граду је живело 3.751.722 становника. Сматра се трговачким центром Саудијске Арабије и најбогатијим градом на Блиском истоку и југозападној Азији. Највећи је град у провинцији Мека, највећој луци на Црвеном мору, и други по броју становника у Саудијској Арабији након престонице, Ријада. Џеда је комерцијална престоница Саудијске Арабије. Џеда је главни улаз у Меку и Медину, два најсветија града ислама и популарне туристичке атракције.
Економски, Џеда ставља фокус на даљи развој капиталних улагања у научно и инжењерско вођство у Саудијској Арабији и на Блиском истоку. Џеда је била независно рангирана на четврто место у региону Африке – Средњег истока у погледу иновације 2009. године на Индексу иновативних градова.
Није познато када је Џеда основана, али је истакнутост Џеде порасла 647. године када ју је калиф Осман учинио туристичким средиштем које служи муслиманским путницима који иду у свети град Меку на исламско ходочашће. Од тог времена, Џеда је служила као капија за милионе ходочасника који су стигли у Саудијску Арабију, традиционално морским путем, а од недавно и ваздушним путем.
Са популацијом од око 3,75 милиона људи од 2022. године, Џеда је највећи град у провинцији Мека, највећи град у Хиџазу, други по величини град у Саудијској Арабији (после главног града Ријада), и девети по величини na Блиском истоку. Такође служи и као административни центар OIC.-а. Исламска лука Џеда, на Црвеном мору, је тридесет шеста највећа морска лука на свету и друга највећа и друга најпрометнија лука на Блиском истоку (после луке Џебел Али у Дубаију).
Џеда је главна капија у Меку Шариф, најсветији град у исламу, 65 km (40 mi) источно, док је Медина, други најсветији град, удаљен 360 km (220 mi) северно. Економски, Џеда се фокусира на даљи развој капиталних улагања у научно и инжењерско лидерство у Саудијској Арабији и на Блиском истоку. Џеда је била четврта у региону Африке, Блиског истока и стан земаља на Индексу иновативних градова 2009. године.
Џеда је један од главних одмаралишта у Саудијској Арабији и проглашена је бета светским градом од стране Студијске групе и мреже за глобализацију и светске градове (GaWC). С обзиром на близину града Црвеном мору, риболов и морски плодови доминирају културом исхране за разлику од других делова земље. На арапском, мото града је „Џеда Гајр“, што у преводу значи „Џеда је другачија“.

## Географија
Џеда се налази на западу Саудијске Арабије, на источној обали Црвеног мора. Источно од града је планина Ал-Сарават. На морској обали постоји дубоко увучен залив и неколико мањих острва.
Клима је пустињска с врло мало падавина које падну углавном зими. Температуре су високе током целе године. Зими су честе пешчане олује.

### Клима
Џеда има пустињску климу (BWh) према Кепеновој класификацији климата, са тропским температурним опсегом. За разлику од других Саудијско Арабијских градова, Џеда задржава своје високе температуре током зиме, које могу да буду у опсегу од 15 °C у зору до 28 °C поподне. Летње температуре су екстремно вруће, и често премашују 43 °C ниво током поподнева и падају до 30 °C увече. Лета су исто тако веома влажна, са росиштем које често премашује 27 °C (80 °F), посебно у септембру. Падавине су генерално ретке у Џеди, и до њих обично долази у малим количинама у новембру и децембру. Јаке олује су уобичајене зими. Олуја са грмљавином децембра 2008. је била најдужа у недавној меморији, при чему је киша досегла око 80 mm (3 in). Најнижа температура икад забележена у Џеди је била 9,8 °C дана 10. фебруара 1993. Највиша температура икад забележена у Џеди је била 52,0 °C дана 22. јуна 2010.
Пешчане олује се јављају углавном лети, а понекад и у зиму. Оне долазе из пустиња Арабијског полуострва или из северне Африке.
| Клима Џеда (1985—2010)                | Клима Џеда (1985—2010) | Клима Џеда (1985—2010) | Клима Џеда (1985—2010) | Клима Џеда (1985—2010) | Клима Џеда (1985—2010) | Клима Џеда (1985—2010) | Клима Џеда (1985—2010) | Клима Џеда (1985—2010) | Клима Џеда (1985—2010) | Клима Џеда (1985—2010) | Клима Џеда (1985—2010) | Клима Џеда (1985—2010) | Клима Џеда (1985—2010) |
| Показатељ \ Месец                     | .Јан.                  | .Феб.                  | .Мар.                  | .Апр.                  | .Мај.                  | .Јун.                  | .Јул.                  | .Авг.                  | .Сеп.                  | .Окт.                  | .Нов.                  | .Дец.                  | .Год.                  |
| ------------------------------------- | ---------------------- | ---------------------- | ---------------------- | ---------------------- | ---------------------- | ---------------------- | ---------------------- | ---------------------- | ---------------------- | ---------------------- | ---------------------- | ---------------------- | ---------------------- |
| Апсолутни максимум, °C (°F)           | 35,0 (95)              | 36,0 (96,8)            | 40,2 (104,4)           | 44,5 (112,1)           | 48,2 (118,8)           | 52,0 (125,6)           | 47,0 (116,6)           | 46,0 (114,8)           | 48,0 (118,4)           | 46,4 (115,5)           | 40,0 (104)             | 37,0 (98,6)            | 52,0 (125,6)           |
| Максимум, °C (°F)                     | 29,0 (84,2)            | 29,5 (85,1)            | 31,8 (89,2)            | 34,9 (94,8)            | 37,2 (99)              | 38,3 (100,9)           | 39,4 (102,9)           | 38,8 (101,8)           | 37,6 (99,7)            | 36,7 (98,1)            | 33,5 (92,3)            | 30,7 (87,3)            | 34,8 (94,6)            |
| Просек, °C (°F)                       | 24,5 (76,1)            | 24,8 (76,6)            | 26,1 (79)              | 28,5 (83,3)            | 30,2 (86,4)            | 31,2 (88,2)            | 32,7 (90,9)            | 32,7 (90,9)            | 31,5 (88,7)            | 29,8 (85,6)            | 27,4 (81,3)            | 25,9 (78,6)            | 28,8 (83,8)            |
| Минимум, °C (°F)                      | 20,3 (68,5)            | 20,1 (68,2)            | 21,4 (70,5)            | 22,1 (71,8)            | 24,0 (75,2)            | 24,8 (76,6)            | 26,6 (79,9)            | 27,6 (81,7)            | 26,4 (79,5)            | 24,1 (75,4)            | 22,3 (72,1)            | 21,0 (69,8)            | 23,4 (74,1)            |
| Апсолутни минимум, °C (°F)            | 11,0 (51,8)            | 9,8 (49,6)             | 10,0 (50)              | 12,0 (53,6)            | 16,4 (61,5)            | 20,0 (68)              | 20,5 (68,9)            | 22,0 (71,6)            | 17,0 (62,6)            | 15,6 (60,1)            | 15,0 (59)              | 11,4 (52,5)            | 9,8 (49,6)             |
| Количина кише, mm (in)                | 9,9 (0,39)             | 3,7 (0,146)            | 2,9 (0,114)            | 2,8 (0,11)             | 0,2 (0,008)            | 0,0 (0)                | 0,3 (0,012)            | 0,5 (0,02)             | 0,1 (0,004)            | 1,1 (0,043)            | 26,4 (1,039)           | 13,1 (0,516)           | 61,0 (2,402)           |
| Релативна влажност, %                 | 60                     | 60                     | 60                     | 57                     | 56                     | 58                     | 53                     | 59                     | 67                     | 66                     | 65                     | 63                     | 60                     |
| Извор: Jeddah Regional Climate Center |                        |                        |                        |                        |                        |                        |                        |                        |                        |                        |                        |                        |                        |

| Јан               | Феб               | Мар               | Апр               | Мај               | Јун               | Јул               | Авг               | Сеп               | Окт               | Нов               | Дец               |
| ----------------- | ----------------- | ----------------- | ----------------- | ----------------- | ----------------- | ----------------- | ----------------- | ----------------- | ----------------- | ----------------- | ----------------- |
| 26,3 °C (79,3 °F) | 25,7 °C (78,3 °F) | 25,8 °C (78,4 °F) | 26,8 °C (80,2 °F) | 28,1 °C (82,6 °F) | 29,0 °C (84,2 °F) | 30,6 °C (87,1 °F) | 31,6 °C (88,9 °F) | 31,1 °C (88,0 °F) | 30,7 °C (87,3 °F) | 29,1 °C (84,4 °F) | 27,9 °C (82,2 °F) |

## Становништво
Према попису, у граду је 2004. живело 2.801.481 становника.
| 1974.   | 1992.     | 2004.     |
| ------- | --------- | --------- |
| 561.104 | 2.046.251 | 2.801.481 |

## Привреда
Осим лучких делатности, у Џеди се данас развија трговачки и финансијски сектор. Због свог положаја у средишњем делу Црвеног мора и добрих прометних веза, Џеда постаје један од најважнијих економских средишта Блиског истока. Данас се у граду отварају бројни трговачки центри.

## Знаменитост
Џеда има бројне џамије и остале грађевине традиционалне арапске архитектуре. Већина их је смештена у историјском старом граду Ал-Баладу. Управо је двојна улога града као трговачке луке и уточишта за ходочаснике довела до његова развоја као мултикултурног средишта раскошне и оригиналне архитектуре. Оригиналне грађевине су и стамбени торњеви које је градила трговачка елита 19. века, а на којима је спојена традицијска корална градња с обала Црвеног мора с утицајима и занатима који су придошли с трговачких путова. Због тога је историјско средиште Џеде 2014. год. уписано на УНЕСКО-в Списак места Светске баштине у Азији и Аустралазији 2014. год.
Џеда има и бројне модерне знаменитости. Најзначајнија је фонтана краља Фахда. То је званично фонтана с највишим млазом воде на свету који досеже 312 м висине. Торањ Националне комерцијалне банке је највиша зграда у Саудијској Арабији. У улици Талиа постоје бројне трговине са значајним светским трговачким маркама. 40 km од града је изграђено туристичко насеље Дурат Ал-Арус.

## Историја
У предисламском раздобљу је на простору града било рибарско насеље. Најстарији археолошки налази датирају из доба око 500. п. н. е. Луку Џеду је 687. године утемељио калиф Утман ибн Афан као главну луку на путевима из Меке за Индијски океан, али и за потребе ходочасника у Меку. Током 11. и 12. века градом су владали калифи из Египта (Фатимиди и Ајубиди) који су развијали трговачке везе Арапа с Азијом. Од 13. в. градом владају Мамелуци. Крајем 15. и почетком 16. в. се гради утврђење с циљем одбране од евентуалног напада Португалија који су оснивали трговачка упоришта уз обалу Африке и често нападали Арапе. 1517. је након турског освајања мамелучког Египта град постао део Османског царства. Османлије су град додатно утврдили и саградили зидине са 6 врата. Арапи су 1802. године преузели контролу над Меком и Џедом (Прва саудијска држава), али су египатске снаге под управом Османлија након битке код Џеде 1813. вратиле град. Након Првог светског рата се распало Османско царство, а на простору Меке и Џеде је основано арапско Краљевство Хеџас. 1925. се код Џеде водила битка између Краљевства Хеџас и Краљевства Неџд којим влада династија Сауд. Након битке је Неџд окупирао Хеџас и створена је јединствена Саудијска Арабија. Током 20. века град се брзо шири и долази много досељеника. Год. 2011. Џеду је задесила катастрофална поплава.

### Предислам
О траговима ране активности у овој области сведоче неки тамудски натписи који су ископани у Вади Бриману (وادي بريمان), источно од града, и Вади Бовебу (وادي بويب), северозападно од града. Најстарија машрабија пронађена у Џеди датира из предисламског доба.
Неки верују да су Џеду пре ере Александра Великог, који је имао поморску експедицију на Црвено море, насељавали рибари у Црвеном мору, који су је сматрали центром из којег су испловљавали у море, као и местом за опуштање и одмор. благостање. Према Министарству хаџа, Џеда је насељена више од 2500 година.
Ископавања у старом граду су интерпретирана као евиденција да је Џеду као рибарско насеље основало јеменско племе Куда (арап. بني قضاعة), које је отишло да се насели у Меки након рушења бране Мариб у Јемену 115. п. н. е.

### Под калифатима
Џеда је први пут стекла значај око 647. године, када ју је трећи муслимански калиф, Осман Ибн Афан, претворио у луку, чиме је постала лука Меке уместо луке Ал Шоајб, која је била југозападно од Меке.
Омајади су наследили цео Рашидунски калифат укључујући Хиџаз и владали су од 661. до 750. Године 702, Џеду су накратко заузели пирати из Краљевине Аксума. Међутим, Џеда је остала кључна цивилна лука, служећи рибарима и ходочасницима који су путовали морем на хаџ. Такође се верује да је шерифдом Меке, почасни намесник свете земље, први пут започет у овом периоду исламског калифата. Џеда је успостављена као главни град историјске провинције Хиџаз и историјска лука за ходочаснике који долазе морем да обаве хаџ у Меки.
Године 750. у Абасидској револуцији, Абасиди су успешно преузели контролу над скоро целим Омајадским царством, искључујући Мароко (Магриб) и Шпанију (Ал-Андалус). Од 876. године Џеда и околина постају предмет ратова између Абасида и Тулунида из Египта, који су у једном тренутку стекли контролу над емиратима Египат, Сирија, Јордан и Хиџаз. Борба за власт између гувернера Тулунида и Абасида око Хиџаза трајала је скоро двадесет пет година, све док се Тулуниди коначно нису повукли из Арабије 900. године.
Године 930, Кармати су опљачкали главне градове Хеџаза Медину, Меку и Таиф. Вероватно је, иако није историјски потврђено, да је и сама Џеда била нападнута.
Убрзо након тога, почетком 935. године, Икшидиди, нова сила у Египту, преузели су контролу над регијом Хиџаз. Не постоје историјски записи који детаљно описују Икшидидску владавину Хиџазом. У овом тренутку, Џеда је још увек била неутврђена и без зидова.

### Фатимиди, Ајубиди и Мамелуци
Године 969, Фатимиди из Алжира преузели су контролу у Египту од Икшидских гувернера Абасида и проширили своје царство на околне регионе, укључујући Хиџаз и Џеду. Фатимиди су развили широку трговинску мрежу на Медитерану и у Индијском океану кроз Црвено море. Њихове трговинске и дипломатске везе протезале су се све до Кине и њене династије Сонг, што је на крају одредило економски курс Тихаме током високог средњег века.
Након Саладиновог освајања Јерусалима 1171. године, прогласио се султаном Египта, након што је распустио Фатимидски калифат после Ел-Адидове смрти, чиме је успостављена династија Ајубида. Ајубидска освајања у Хиџазу укључила су Џеду, која се придружила династији Ајубида 1177. за време вођства Шарифа Ибн Абул-Хашима Ал-Талаба (1094–1201). Током свог релативно кратког мандата, Ајубиди су започели еру економског просперитета у земљама којима су владали, а објекти и покровитељство које су Ајубиди обезбедили довели су до поновног оживљавања интелектуалне активности у исламском свету. Овај период је такође обележен ајубидским процесом снажног јачања сунитске доминације у региону изградњом бројних медреса (исламских школа) у њиховим већим градовима. Џеда је привлачила муслиманске морнаре и трговце из Синда, југоисточне Азије и источне Африке, и других удаљених региона.
Године 1258, након пада Багдада, главног града Абасидског царства, под Монголе, Хиџаз је постао део Мамелучког султаната.
Португалски истраживач Васко да Гама, након што је пронашао пут око рта и набавио кормиларе са обале Занзибара 1497. године нове ере, пробио се преко Индијског океана до обала Малабара и Каликута, напао флоте које су превозиле терет и муслиманске ходочаснике из Индије до Црвеног мора, и унео терор у околне моћнике. Принчеви Гуџарата и Јемена обратили су се за помоћ Египту. Султан Ал-Ашраф Кансух ал-Гаври је сходно томе опремио флоту од 50 пловила под гувернером Џеде, Хусеином Курдом (познатим као Мироцем). Џеда је убрзо утврђена зидом, користећи принудни рад, као лука уточишта од Португалаца, омогућавајући заштиту Арабије и Црвеног мора.

### Османско царство
Године 1517, Турци Османлије су освојили султанат Мамелука у Египту и Сирији, за време владавине Селима I.
Османлије су обновиле слабе зидине Џеде 1525. након одбране града од Армаде Лопо Соарес де Албергарија у опсади Џеде (1517). Нови камени зид обухватао је шест караула и шест city gateградских капија. Конструисани су за одбрану од португалског напада. Од шест капија, Капија Меке била је источна, а Капија Ал-Магреба, окренута према луци, била је западна капија. Шерифска капија била је окренута према југу. Остале капије биле су капија Ал-Бунт, капија Ал-Шама (такође названа капија Ал-Шарафа) и капија Медине, окренута ка северу. Турци су такође изградили Кишлу у Џеди, мали замак за градске војнике. У 19. веку, ових седам капија је сведено на четири џиновске капије са четири куле. Ове џиновске капије биле су капија Шама на северу, капија Меке на истоку, капија Шарифа на југу и капија Ал-Магарибе на обали мора.
Џеда је постала директни отомански ејалет, док је преостали Хиџаз под Шарифом Баракатом II постао вазална држава Османског царства осам година након опсаде Џеде 1517. Португалци су поново покушали да нападну луку 1541, али су одбијени.
Делови градског зида и данас су сачувани у старом граду. Иако су Португалци успешно протерани из града, флоте у Индијском океану биле су у њиховој милости. О томе је сведочила битка код Диуа. Гробље португалских војника и данас се може наћи у старом граду и помиње се као место хришћанских гробова.
Ахмед Ал-Џазар, отомански војник углавном познат по својој улози у опсади Акре, провео је ранији део своје каријере у Џеди. У Џеди је 1750. године убио око седамдесет побуњених номада у знак одмазде за убиство свог команданта Абдулах Бега, чиме је добио надимак „Џезар“ (месар).
Дана 15. јуна 1858, нереди у граду, за које се верује да их је подстакао бивши шеф полиције као реакцију на британску политику у Црвеном мору, довели су до масакра 25 хришћана, укључујући британске и француске конзуле, чланове њихових породица, и богате грчке трговце. Британска фрегата ХМС Сајклопс, усидрена у луци, бомбардовала је град два дана у знак одмазде.

### Прва саудијска држава и Oтоманско-саудијски рат
Године 1802, Неџдијеве снаге су освојиле Меку и Џеду од Османлија. Када је Шариф Галиб ефенди о томе обавестио султана Махмуда II, султан је наредио свом египатском вицекраљу Мухамеду Али-паши да поново заузме град. Мухамед Али је успешно повратио град у бици код Џеде 1813.

### Први светски рат и Хашемитско краљевство
Током Првог светског рата, Шариф Хусеин бин Али је објавио побуну против Отоманског царства, тражећи независност од османских Турака и стварање јединствене арапске државе која се протеже од Алепа у Сирији до Адена у Јемену.
Краљ Хусеин је прогласио Краљевину Хиџаз. Касније је Хусеин био умешан у рат са Ибн Саудом, који је био султан Неџда. Хусеин је абдицирао након пада Меке у децембру 1924, а његов син Али бин Хусеин постао је нови краљ.

### Краљевина Саудијска Арабија
Неколико месеци касније, Ибн Сауд, чији је клан настао у централној провинцији Неџд, освојио је Медину и Џеду путем споразума са Џеданцима након Друге битке код Џеде. Он је свргнуо Алија бин Хусеина, који је побегао у Багдад, да би се на крају настанио у Аману, Јордан, где су његови потомци постали део хашемитске краљевске породице.
Као резултат тога, Џеда је дошла под власт династије Ал-Сауд у децембру 1925. Године 1926, Ибн Сауд је свом положају султана од Неџда додао титулу Краљ Хиџаза. Данас је Џеда изгубила своју историјску улогу у политици полуострва након што је пала под нову провинцију Мека, чији је главни град Мека.
Од 1928. до 1932. изграђена је нова палата Кузам као нова резиденција краља Абдула Азиза у Џеди. Палата се налази јужно од старог града ограђеног зидинама и изграђена је под надзором инжењера Мохамеда бин Авада бин Ладена. После 1963. године, палата је коришћена као краљевска кућа за госте; од 1995. године у њој се налази Завичајни археолошко-етнографски музеј.
Преостали зидови и капије старог града срушени су 1947. године. Пожар 1982. уништио је неке древне зграде у старом центру града, званом Ал-Балад, али много тога је још увек сачувано. Преглед старих четврти од куће до куће направљен је 1979. године, показујући да је још увек постојало око 1000 традиционалних грађевина, иако је број објеката са великом историјском вредношћу био далеко мањи. Године 1990, основано је Одељење за очување историјског подручја Џеде.
Савремени град се дивље проширио изван својих старих граница. Изграђено подручје се проширило углавном на север дуж обале Црвеног мора, стигавши до новог аеродрома током 1990-их и од тада га је обилазило према Обхур потоку, неких 27 km (17 mi) од старог центра града.
У октобру 2021. године, саудијске власти, предвођене Мохамедом бин Салманом, покренуле су план рушења и исељавања великих размера у насељима у јужном делу Џеде како би направили место за Централни пројекат Џеде, пројекат ревитализације у оквиру Саудијске визије 2030. Рушењем је погођено 558.000 људи у више од 60 насеља. Амнести интернешенел је преко званичних докумената потврдила да су неки од становника обавештени о исељавању само 24 сата раније, док су други имали између 1-6 недеља. У неким случајевима на зградама је писало „евакуација“, док су државни медији и билборди друге обавештавали о рушењу. Саудијски државни медији тврде да је већина погођених насеља „препуна болести, криминала, дроге и крађе“ и да су дом претежно недокументованих имиграната. У јануару 2022. године, саудијске власти су објавиле шему компензације која је обухватала 47% исељених.